# ウトラメール

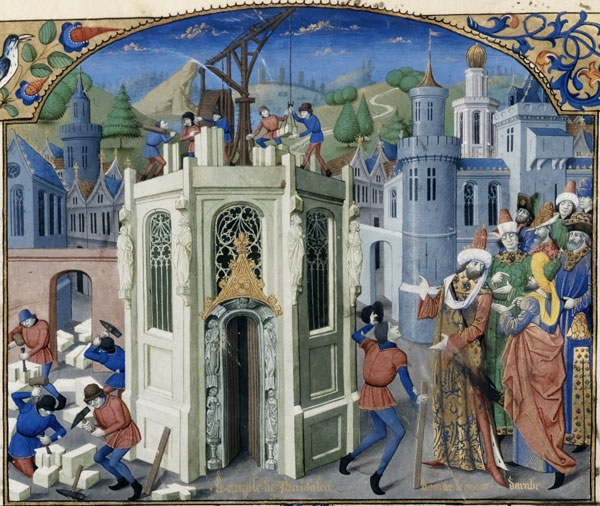
ギヨーム・ド・ティールの年代記『海の彼方でなされた事蹟の歴史』（Histoire d'Outremer）の古フランス語訳本の挿絵

ウトラメール（ウートゥルメール、フランス語: Outremer、outre 「向こう側」 + mer 「海」より）とは、第1回十字軍の後で設立されたレバントの十字軍国家群の総称。「外地」「海外領」とも。エデッサ伯国、アンティオキア公国、トリポリ伯国、エルサレム王国の四つを代表とするが、特にエルサレム王国を指すこともある。
ウトラメールという語は、レバント、シリア地方、パレスチナなど東地中海の海岸沿いの地方と同義でも使用された。今日の国名でいえば、イスラエルの大半、パレスチナ自治区、ヨルダン、シリア、レバノン、トルコの一部（ハタイ県など）を包摂する地域に当たる。
フランスでは「ウトラメール」という語は海外一般を指して使われることもある。例えばルイ4世はイングランドで育てられたため、「ウトラメールのルイ（ルイ渡海王・ルイ海外王）」（Louis d'Outremer）と呼ばれる。
近代フランスにおいてもウトラメール（フランス語: outre-mer）という語は海外を指して使われ、特に海外県・海外領土（DOM-TOM, départements d'outre-mer et territoires d'outre-mer）を指して使われる。

## 関連文献
- Helen Nicholson (2004). Knight Templar (1120-1312). Osprey Publishing ltd.. ISBN 1 84176 670 4